# 褐头山雀

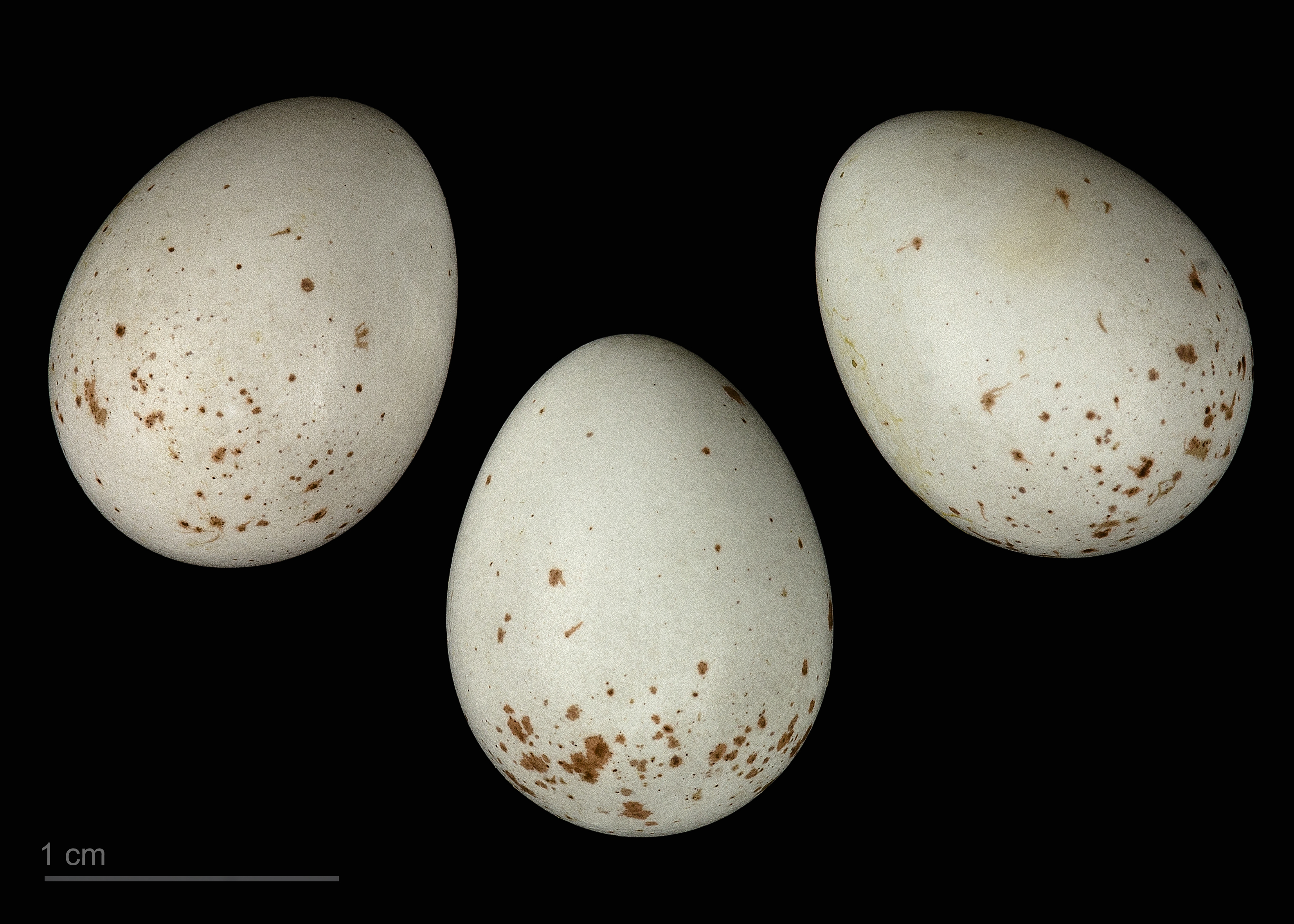
卵 Poecile montanus

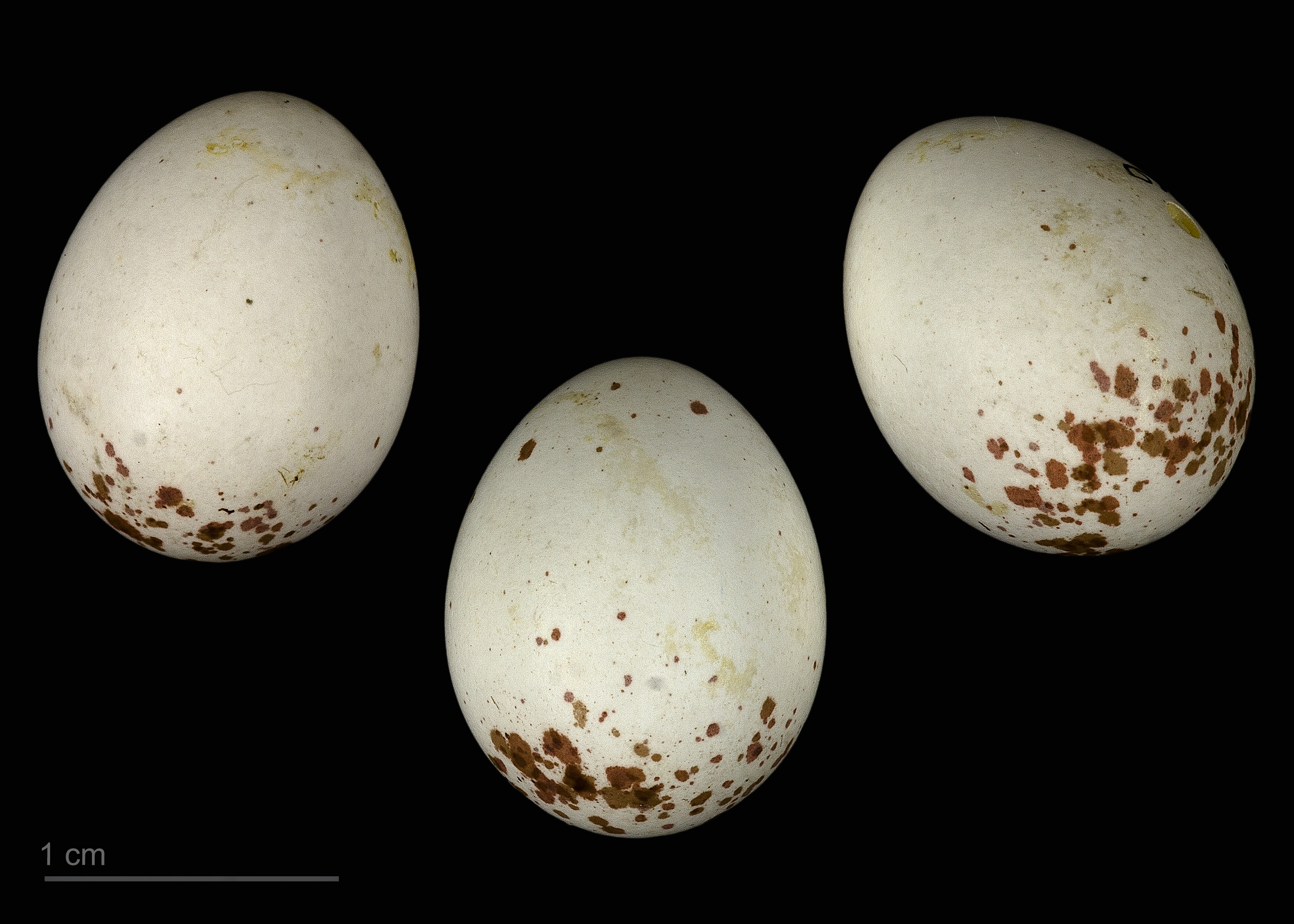
卵 Poecile montanus borealis

褐头山雀（学名：Poecile montanus）为山雀科高山山雀属的鸟类，俗稱唧唧鬼子。主要分布於整個歐亞大陸的溫帶地區，一般生活于针叶林或针阔混交林。该物种的模式产地在瑞士格勞賓登州的山地森林。

## 亚种
- 褐頭山雀東歐亞種（學名：Poecile montanus borealis）：分布於芬諾斯堪底亞、波羅的海沿岸至烏克蘭一帶
- 褐頭山雀不列顛亞種（學名：Poecile montanus kleinschmidti）：大不列顛島特有亞種
- 褐頭山雀指名亞種（學名：Poecile montanus montanus）：主要分布於侏羅山脈與東歐地區
- 褐頭山雀西歐亞種（學名：Poecile montanus rhenanus）：分布於法國西北部至德國西部與義大利北端一帶
- 褐頭山雀中歐亞種（學名：Poecile montanus salicarius）：分布於德國、波蘭西部至瑞士東北部與奧地利一帶
- 褐头山雀西北亚种（学名：Poecile montanus affinis），是中国的特有物种。分布于宁夏、甘肃、青海等地。该物种的模式产地在宁夏贺兰山和甘肃。